# Franz Hotz
Franz Hotz (Oberägeri, 16 febbraio 1968) è un ex ciclista su strada svizzero, professionista dal 1996 al 1999. Non ottenne alcuna vittoria fra i professionisti, dove tuttavia conquistò l'ottavo posto al Giro del Piemonte 1998.

## Palmarès
- 1990 (dilettanti)

Meisterschaft von Zürich dilettanti
- 1991 (dilettanti)

Leimental Rundfahrt
- 1992 (dilettanti)

Campionati svizzeri, Prova in linea dilettanti

## Piazzamenti

### Grandi giri
- Vuelta a España

1998: 66º

### Classiche monumento
- Giro delle Fiandre

1999: 71º
- Parigi-Roubaix

1999: ritirato
- Liegi-Bastogne-Liegi

1999: ritirato
- Giro di Lombardia

1998: 41º

### Competizioni mondiali
- Campionati del mondo

Valkenburg 1998 - In linea: ritirato